# Comuna Duda-Epureni, Vaslui
Duda-Epureni este o comună în județul Vaslui, Moldova, România, formată din satele Bobești, Duda, Epureni (reședința) și Valea Grecului.

## Demografie
Componența etnică a comunei Duda-Epureni
     Români (87,12%)
     Alte etnii (0%)
     Necunoscută (12,88%)
Componența confesională a comunei Duda-Epureni
     Ortodocși (86,1%)
     Alte religii (0,9%)
     Necunoscută (13%)
Conform recensământului efectuat în 2021, populația comunei Duda-Epureni se ridică la 3.324 de locuitori, în scădere față de recensământul anterior din 2011, când fuseseră înregistrați 4.397 de locuitori. Majoritatea locuitorilor sunt români (87,12%), iar pentru 12,88% nu se cunoaște apartenența etnică. Din punct de vedere confesional, majoritatea locuitorilor sunt ortodocși (86,1%), iar pentru 13% nu se cunoaște apartenența confesională.

## Istorie
La sfârșitul secolului al XIX-lea, pe teritoriul actual al comunei, funcționau comuna Duda (în plasa Podoleni) și Epureni (în plasa Prutul), ambele din județul Fălciu. Comuna Duda era alcătuită din satele Duda și Novaci, și avea o populație de 1168 de locuitori. În comună funcționa două biserici și o școală,  iar comuna Epureni era alcătuită din satele Epureni, Bobești, Corni-Unguri și Voloseni. Comuna avea o populație de 2095 de locuitori, iar în comună funcționa două biserici (una catolică) și o școală.
Anuarul Socec din 1925 consemnează comunele în plasa Mijloc din același județ. Comuna Duda avea o populație de 1909 de locuitori, alipindu-se comunei și satul Valea-Grecului, iar comuna Epureni – 1879, doar în satele Epureni și Corni.
În 1931, comuna Duda preia temporar satele comunei Arsura, cu excepția satului Arsura, care a fost alipit comunei Drânceni. Tot atunci, comunei Epureni îi se alipește și satul Chersăcosu (anterior la fosta comună Râșești, inclusă la comuna Drânceni).
Comuna Arsura se desprinde de comuna Drânceni după cel de-al Doilea Război Mondial, iar comuna Duda rămâne fără satele Fundătura și Pâhnești. În anul 1950, comunele au fost transferate la regiunea Bârlad, iar șase ani mai târziu la regiunea Iași.
În anul 1968, comunele au fost mutate la județul Vaslui și au fost contopite formând comuna Duda-Epureni. Tot atunci, satul Novaci a fost desființat și contopit cu satul Duda, satul Chersăcosu a fost transferat la comuna Stănilești, iar comuna reprimește satul Bobești (care până atunci era parte a fostei comune Stroiești, inclusă la comuna Tătărăni).

## Politică și administrație
Comuna Duda-Epureni este administrată de un primar și un consiliu local compus din 13 consilieri. Primarul, Petrică Chiriac[*], de la Partidul Social Democrat, este în funcție din 2012. Începând cu alegerile locale din 2024, consiliul local are următoarea componență pe partide politice:
|  | Partid                          | Consilieri | Componența Consiliului | Componența Consiliului | Componența Consiliului | Componența Consiliului | Componența Consiliului |
|  | ------------------------------- | ---------- | ---------------------- | ---------------------- | ---------------------- | ---------------------- | ---------------------- |
|  | Partidul Social Democrat        | 5          |                        |                        |                        |                        |                        |
|  | Alianța Dreapta Unită           | 4          |                        |                        |                        |                        |                        |
|  | Alianța pentru Unirea Românilor | 2          |                        |                        |                        |                        |                        |
|  | Partidul Național Liberal       | 2          |                        |                        |                        |                        |                        |

## Personalități
- Vasile Aciobăniței (n. 1924), sculptor;
- Cătălin Tănase (n. 1962), biolog, profesor universitar, membru corespondent al Academiei Române.